# Rhaphiostylis subsessilifolia
Rhaphiostylis subsessilifolia är en tvåhjärtbladig växtart som beskrevs av Adolf Engler. Rhaphiostylis subsessilifolia ingår i släktet Rhaphiostylis och familjen Icacinaceae. Inga underarter finns listade i Catalogue of Life.